# Матевушева, Светлана Валерьевна
Светлана Валерьевна Матевушева (укр. Світлана Валеріївна Матевушева; 22 июля 1981, Севастополь) — украинская яхтсменка, призёр Олимпийских игр.

## Спортивные достижения
- XXVIII летние Олимпийские игры (2004) класс яхт «Инглинг» (совместно с А. Г. Калининой и Р. А. Таран) — 2 место (серебро)

## Государственные награды
- Почётная грамота Кабинета Министров Украины (16.09.2004) [1]
- Орден княгини Ольги III-й степени (18.09.2004)[2]